# Odchod do důchodu v Evropě
Věk odchodu do důchodu se v evropských zemích liší a je předmětem debat v celé Evropě kvůli stárnutí populace.

## Důchodový věk podle zemí
| Země                | Muži            | Ženy                              | Rok                                               | Poznámky | Odkazy               |
| ------------------- | --------------- | --------------------------------- | ------------------------------------------------- | --- | -------------------- |
| Albánie             | 65              | 61                                | 2020                                              | | [ 1 ]                |
| Belgie              | 65              | 65                                | 2018                                              | V Belgii se má důchodový věk do roku 2030 postupně zvyšovat na 67 let. | [ 2 ]                |
| Bělorusko           | 63              | 58                                | 2022                                              | | [ 2 ] [ 3 ]          |
| Bosna a Hercegovina | 65              | 65                                | 2011                                              | | [ 1 ]                |
| Bulharsko           | 64 (a 7 měsíců) | 62 (a 2 měsícě)                   | 2024                                              | V Bulharsku se má důchodový věk žen do roku 2037 srovnat s důchodovým věkem mužů (65). |                      |
| Černá Hora          | 66              | 64                                | 2022                                              | | [ 1 ]                |
| Česko               | 63 (a 4 měsíce) | 58 (a 8 měsíců) – 62 (a 8 měsíců) | 2018                                              | V České republice měli v roce 2015 muži důchodový věk 62 let a 10 měsíců a ženy 58 až 62 let v závislosti na počtu dětí. V ČR se důchodový věk prodlužuje, závisí tedy na roce narození (u osob narozených po roce 1977 může přesáhnout i 67 let, např. člověku narozenému v roce 1995 musí být pro odchod do důchodu minimálně 70 let). U žen se důchodový věk odvíjí také od počtu vychovaných dětí. |                      |
| Dánsko              | 67              | 67                                | 2022                                              | Od roku 2030 se bude zvyšovat maximálně o jeden rok každých pět let v závislosti na prodlužování průměrné délky života. Viz též: Důchody v Dánsku. | [ 2 ]                |
| Estonsko            | 63 (a 9 měsíců) | 63 (a 9 měsíců)                   | 2019                                              | V Estonsku se má důchodový věk do roku 2026 postupně zvyšovat na 65 let. Po roce 2026 bude vázán na průměrnou délku života. | [ 2 ]                |
| Finsko              | 65              | 65                                | 2008                                              | |                      |
| Francie             | 62 až 67        | 62 až 67                          | 2022                                              | Závisí na délce příspěvků do důchodového systému (minimálně 43 let). |                      |
| Chorvatsko          | 65              | 63 (a 6 měsíců)                   | 2024                                              | Do roku 2038 bude pro ženy i muže stanoven důchodový věk na 67 let. (V roce 2030 budou ženy odcházet do důchodu v 65 letech a v roce 2038 v 67 letech.) |                      |
| Řecko               | 67              | 67                                | 2015                                              | |                      |
| Maďarsko            | 65              | 65                                | 2022                                              | Ženy, které alespoň 40 let platily pojištění, mohou odejít do důchodu v jakémkoli věku. |                      |
| Island              | 67              | 67                                | 2018                                              | | [ 2 ]                |
| Irsko               | 65              | 65                                | 2024                                              | V Irsku je v současnosti důchodový věk 65 let a bude se postupně zvyšovat, přičemž do roku 2028 dosáhne 68 let. | [ 1 ] [ 2 ]          |
| Itálie              | 67              | 67                                | 2019                                              | Pro odchod do důchodu musí člověk platit alespoň 20 let pojištění. Kdo platí pojištění alespoň 38 let, může odejít do důchodu v 64 letech. Kdo platí příspěvky alespoň 41 let a 10 měsíců (ženy) nebo 42 let a 10 měsíců (muži), může odejít do důchodu bez ohledu na věk. |                      |
| Kypr                | 65              | 65                                | 2018                                              | | [ 1 ] [ 2 ]          |
| Lichtenštejnsko     | 65              | 65                                | 2018                                              | | [ 2 ]                |
| Litva               | 64 (a 6 měsíců) | 64                                | 2023                                              | V Litvě bude do roku 2026 důchodový věk pro muže i ženy 65 let. | [ 9 ]                |
| Lotyšsko            | 64 (a 6 měsíců) | 64 (a 6 měsíců)                   | 2023                                              | V roce 2025 to bude 65 let. |                      |
| Lucembursko         | 65              | 65                                | 2018                                              | | [ 1 ]                |
| Malta               | 62              | 62                                | 2015                                              | Na Maltě se má důchodový věk do roku 2027 postupně zvyšovat na 65 let. |                      |
| Moldavsko           | 63              | 59                                | 2020                                              | Důchodový věk žen se zvyšuje každých 6 měsíců, dokud v roce 2028 nedosáhne 63 let. | [ 1 ]                |
| Německo             | 65 (a 7 měsíců) | 65 (a 7 měsíců)                   | 2015                                              | V Německu se má důchodový věk postupně zvyšovat a do roku 2029 dosáhnout 67 let. Viz též: Důchody v Německu. | [ 2 ]                |
| Nizozemsko          | 67 (a 9 měsíců) | 67 (a 9 měsíců)                   | 2019                                              | Po roce 2022 bude vázán na průměrnou délku života. | [ 1 ] [ 10 ]         |
| Norsko              | 67              | 67                                | 2018                                              | Viz též: Důchody v Norsku. Obecný věk odchodu do důchodu je v současnosti stanoven na 67 let, ale při dostatečných penzijních odvodech je možné odejít do důchodu již ve věku 62 let. Čím déle jedinec odkládá odchod do důchodu, tím větší je následná penze. |                      |
| Polsko              | 65              | 60                                | 2016                                              | |                      |
| Portugalsko         | 66 (a 4 měsíce) | 66 (a 4 měsíce)                   | 2018                                              | | [ 11 ]               |
| Rakousko            | 65              | 60                                | 2018                                              | V Rakousku se má důchodový věk žen do roku 2033 srovnat s důchodovým věkem pro muže (65). | [ 1 ]                |
| Rumunsko            | 65              | 61                                | 2019                                              | Věk odchodu do důchodu žen se postupně zvyšuje. Do roku 2030 dosáhne 63 let. | [ 12 ]               |
| Severní Makedonie   | 64              | 62                                | 2011                                              | | [ 1 ]                |
| Slovensko           | 64              | 64                                | 2021                                              | | [ 13 ]               |
| Slovinsko           | 65              | 65                                | 2018                                              | |                      |
| Spojené království  | 66              | 66                                | 2021                                              | Věk odchodu do důchodu se v roce 2021 vyrovnal na 66 let. Do roku 2028 se zvýší na 67 let a do roku 2046 na 68 let. Viz též: Důchody ve Spojeném království. | [ 14 ]               |
| Srbsko              | 65              | 63 (a 8 měsíců)                   | 2024                                              | Do roku 2032 se důchodový věk žen vyrovná s muži a dosáhne 65 let. Odejít do důchodu je také možné pokud osoba odpracuje alespoň 45 let před 66. rokem života u mužů nebo 61. rokem a 6. měsícem u žen. Obě pohlaví by tak mohla odejít do důchodu kolem 60. roku života, vezmeme-li v úvahu skutečnost, že v Srbsku je osoba legálně způsobilá k práci od 15 let. | [ 1 ]                |
| Španělsko           | 65 (a 3 měsíce) | 65 (a 3 měsíce)                   | 2015                                              | V roce 2027 to bude 67 let. Viz též: Důchody ve Španělsku. | [ 1 ]                |
| Švédsko             | 65              | 65                                | 2020, s možností odejít do důchodu v 62–68 letech | Do roku 2023 bude věk odchodu do důchodu 66 let a do roku 2026 to bude 67 let. |                      |
| Švýcarsko           | 65              | 64                                | 2022                                              | | [ 16 ] [ 17 ] [ 18 ] |
| Ukrajina            | 60-65           | 60-65                             | 2025                                              | Důchodový věk a nárok na starobní důchod určují v závislosti na příslušné pojišťovací praxi, kterou osoba získala, a jsou 60, 63 a 65 let. Každým rokem se o jeden rok prodlužuje doba pojištění, která dává nárok na důchod podle věku. V roce 2025 lidé s alespoň 32letou pojistnou praxí budou mít právo odejít do důchodu ve věku 60 let. V 63 letech budou moci odejít do důchodu s 22 až 32 lety praxe a v 65 letech ti s 15-22 lety praxe. Pokud osoba mladší 65 let nemá minimální dobu pojištění, nemá nárok na starobní důchod, bude pobírat jen malou sociální pomoc od státu. | [ 1 ]                |